# Gare de Rilly-la-Montagne
La gare de Rilly-la-Montagne est une gare ferroviaire française de la ligne d'Épernay à Reims, située sur le territoire de la commune de Rilly-la-Montagne, dans le département de la Marne en région Grand Est.
C'est une gare ferroviaire de la Société nationale des chemins de fer français (SNCF), desservie par des trains TER Grand Est.

## Situation ferroviaire
Établie à 158 m d'altitude, la gare de Rilly-la-Montagne est située au point kilométrique (PK) 160,734 de la ligne d'Épernay à Reims, entre les gares de Germaine et de Montbré, à proximité immédiate du tunnel de Rilly (long de 3441 mètres), permettant de traverser la Montagne de Reims.

## Histoire
La ligne d’Épernay à Reims est adjugée à la Compagnie du chemin de fer de Paris à Strasbourg le 17 décembre 1845 comme embranchement de la ligne principale de cette compagnie. La ligne de Paris-Est à Strasbourg via Épernay fut mise en service par étapes de 1849 à 1852 ; l’embranchement vers Reims fut quant à lui inauguré aux voyageurs le 5 juin 1854. Entre-temps, le 21 janvier 1854, la Compagnie du chemin de fer de Paris à Strasbourg est, par fusion, devenue la Compagnie des chemins de fer de l'Est. 
Le bâtiment voyageurs de style néoclassique, est typique des gares de la Compagnie du chemin de fer de Paris à Strasbourg ; il correspond au type 5 dans la classification des Chemins de fer de l'Est.
Ce bâtiment est du même type que les gares d'Ay et d'Avenay et ressemble fortement aux gares de la ligne de Paris-Est à Strasbourg-Ville situées entre Strasbourg et Vitry-le-François.
Comportant probablement deux ailes d'une seule travée sous toiture à deux versants de part et d'autre d'un corps de logis à étage, il aurait été agrandi après sa construction : on observe un écart important et pilastre entre les deux travées de chaque aile).
Durant la Première Guerre mondiale, le bâtiment a subi d'importants dégâts : toute l'aile gauche était réduite à un tas de gravats en 1918.

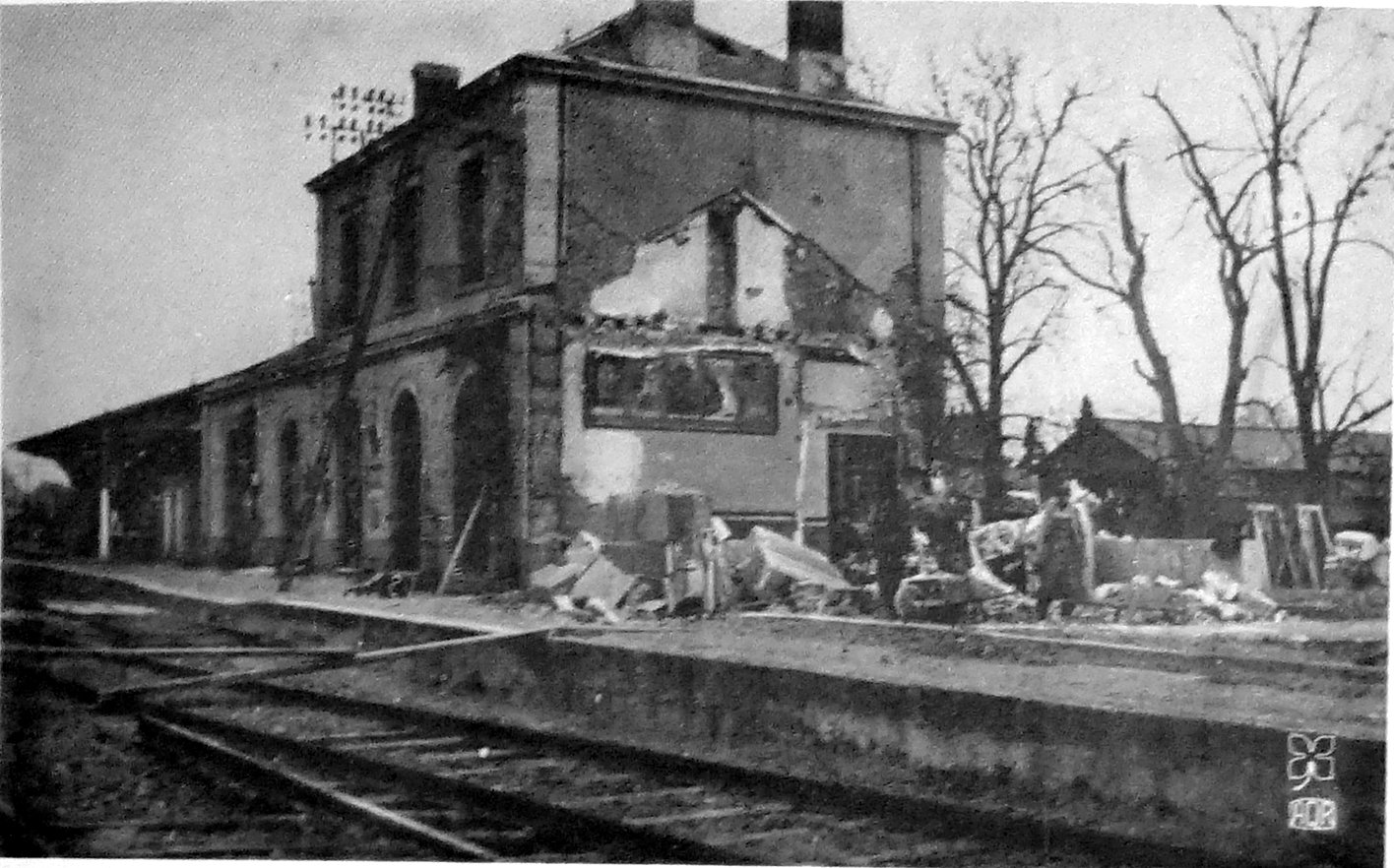
Destruction de la gare par la guerre.

Cette partie détruite n'a jamais été reconstruite ; le mur attenant a simplement été renforcé.
Le bâtiment voyageurs a été désaffecté par la SNCF[Quand ?] et est actuellement utilisée par une agence immobilière.

## Fréquentation
Selon les estimations de la SNCF, la fréquentation annuelle de la gare figure dans le tableau ci-dessous
.
| Année     | 2015   | 2016   | 2017   | 2018   | 2019   | 2020   | 2021   | 2022   | 2023    | 2024    |
| --------- | ------ | ------ | ------ | ------ | ------ | ------ | ------ | ------ | ------- | ------- |
| Voyageurs | 69 591 | 69 459 | 75 260 | 64 498 | 63 585 | 68 278 | 74 796 | 92 751 | 110 502 | 126 919 |

## Service des voyageurs

### Accueil
Halte SNCF, c'est un point d'arrêt non géré (PANG) à entrée libre.

### Desserte
Rilly-la-Montagne est desservie par des trains TER Grand Est qui effectuent des relations entre Épernay et Reims.

## Notes et références

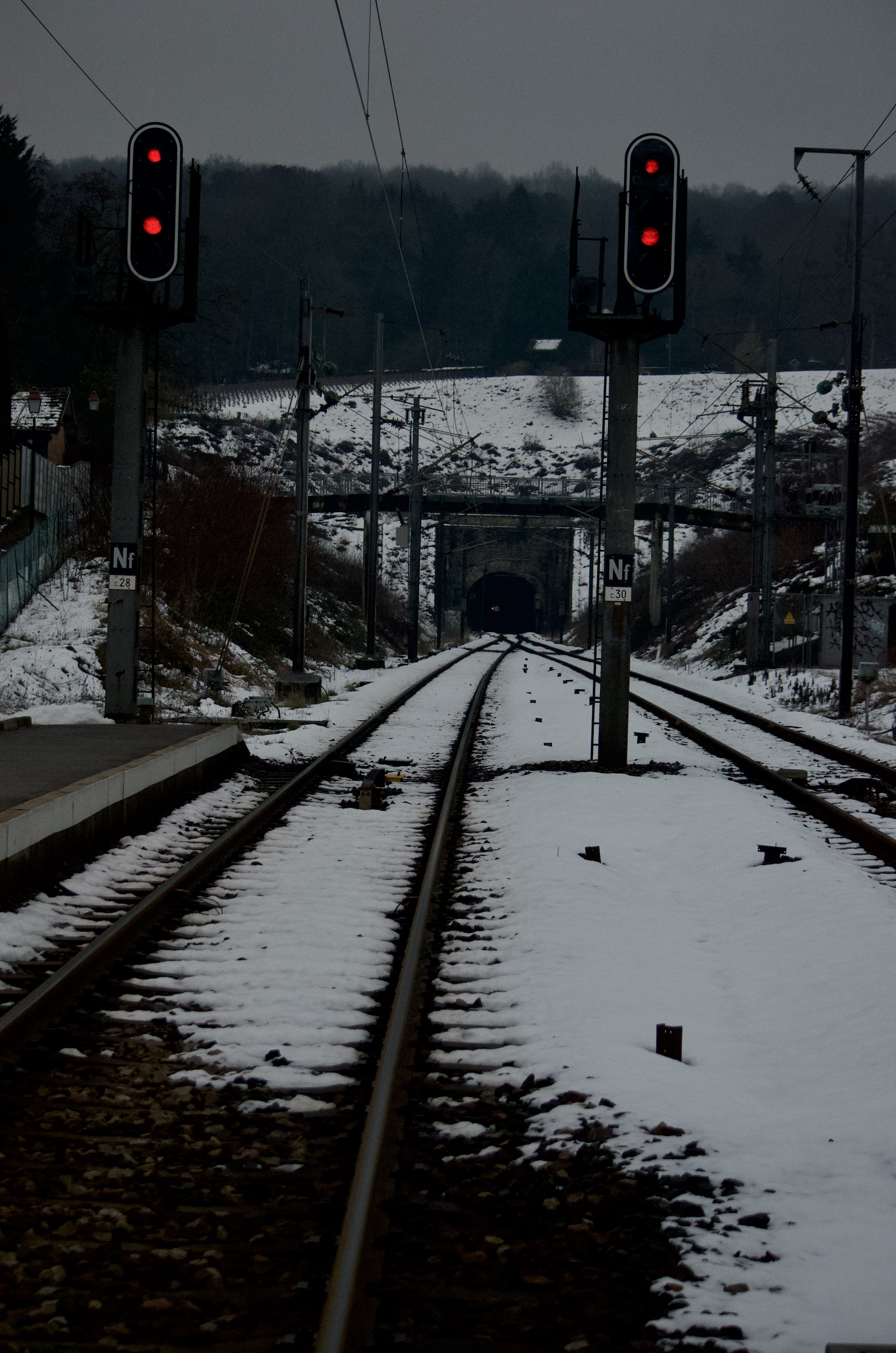
L'entrée du tunnel vu depuis la gare.

### Intermodalité
Un parc à vélos est aménagé.